# Київський український храм
Київський український храм — 134-й діючий храм Церкви Ісуса Христа Святих останніх днів у світі, 11-й у Європі. Розташований у селі Софіївська Борщагівка Київської області.

## Історія
Спорудження храму повинно було розпочатися 1998 року, проте церква стикнулася з труднощами в отриманні необхідної земельної ділянки площею 3-4 гектари. Офіційний початок будівельних робіт заклав церковний діяч Пол Б. Пайпер 23 червня 2007 року. Головним архітектором проєкту будівництва став киянин Віктор Яценко у співпраці з американцем Ханно Люшиним.
Фасад храму облицьовано світлим португальським гранітом. Шпиль святині заввишки 42 метри вивершує позолочена статуя ангела Моронія, який має важливе значення для членів Церкви. Площа будівлі становить 2061 квадратних метри. Вікна храму прикрашають вітражі роботи американського майстра Юргена Цірцона.
Перед самим освяченням для всіх охочих відвідати святиню були проведені дні відкритих дверей разом з екскурсією, які тривали з 7 серпня 2010 року по суботу 21 серпня 2010 року, крім неділь. Раніше українським вірним доводилося їздити автобусом до Фрайберга (Німеччина), щоб відвідати найближчий храм.
29 серпня 2010 року будівлю храму освятив президент Церкви Ісуса Христа Святих останніх днів Томас Монсон. Відкрився Київський український храм 30 серпня 2010 року.
Після освячення в храм може зайти тільки член Церкви Ісуса Христа Святих останніх днів.
12 вересня 2011 року Київський український храм отримав перше місце за найкращу культову споруду, побудовану в Україні у 2010 році. Нагороду вручило Міністерство регіонального розвитку, будівництва та житлово-комунального господарства України.
У лютому 2022 року храм був закритий на невизначений термін через вторгнення російських військ в Україну.